# Дитрих фон Плёцкау
Дитрих фон Плёцкау (вторая половина XI века) — граф Плёцкау, граф Вальбека, сын графа Бернхарда фон Хеклинген и его жены Ирмингарды из Баварии. Он первый в источниках именуется графом Плёцкау.
О нём известно очень мало. Саксонский анналист его упоминает в генеалогических вставках, также он упоминается в папской булле Иннокентия II. Дитрих был женат на Матильде фон Вальбек, дочери Конрада, графа Вальбека и бургграфа Магдебурга. Вместе с женой наследовал после Конрада графство Вальбек (но не бургграфство Магдебург). Согласно «Истории создания аббатства Хеклинген» он умер 13 августа. Дитрих похоронен в этом аббатстве, основанном его отцом.

## Брак и дети
Дитрих был женат на Матильде фон Вальбек, дочери магдебугского бургграфа Конрада фон Вальбек и его жены Адельгейды. Дети:
- Конрад, умер в юности.
- Гельферих (ум. 1118), граф Плёцкау, маркграф Северной марки.
- Ирмингарда (примерно 1085/1087 — 26 ноября 1153 или 1 сентября до 1161 или 26 ноября 1163), примерно в 1095/1100 вышла замуж за Лотаря Удо III фон Штаде (ум. 1106), а после его смерти, примерно в 1108/1114, за Герхарда фон Гейнсберг (ум. примерно 1128/1129). Аббатиса монастыря Хеклинген.
- Адельгейда, вышла замуж за Отто, бургграфа Регенсбурга.